# 黃維
黃維（1904年2月28日—1989年3月20日），原字悟我，后改字培我，男，江西貴溪人，黃埔軍校第一期，国民革命军、中華民國陸軍中将，中國國民黨員，第六届全国政协常务委员。

## 生平

### 早年经历
1904年2月28日黃維出生於江西貴溪盛源鄕一戶農家，父親早逝。早年畢業於縣立第一高等小學，後考入鵝湖師範學院並以優異成績畢業回鄉任小學教員。1924年，經方志敏安排，黄维找到中共江西地下省委负责人赵醒侬，经赵醒侬介紹考入黄埔军校第一期，與陳賡等為同班同學。畢業後，曾參與討伐陳炯明的兩次東征，1926年國民革命軍北伐期間，在與直系軍閥孫傳芳的戰鬥中表現出色，所以很快得到提拔。1927年，任国民革命军第九军团长。1928年，任第十一师团长。1928年，入陆军大学受训。1931年，毕业后任国民革命军第十八军第十一师第三十二旅旅长。1934年，任第十一师师长。

### 中年經歷

中原野战军缴获国軍第12兵团司令官黄维的印章。现藏军事博物馆。

1933年，赴德国考察。1937年七七事變爆發後瞬即回国，9月任第十八军第六十七师师长，先後參加淞滬會戰羅店爭奪戰及武漢會戰等重大戰役。1938年，任第十八军军长。1939年6月，升陆军中将。1940年，任国民革命军第五十四军军长。1942年6月25日，昆明防守司令部成立，黃維任司令:6869。并随后担任国民政府军事委员会高级参谋、监训处副处长、青年军编练副监、军委会干部训练团副教育长、青年军军编练总监部东南分部主任。 
1945年，任青年军第三十一军军长。1946年6月，任联合后勤总司令部副总司令。1947年12月2日，黄维出任新制军官学校校长:8465。1948年，兼任陆军第三训练处处长。1948年9月任第十二兵团司令官。徐蚌會戰中於安徽雙堆集被包圍，其下属第一一〇师师长廖运周率部投共，黃維化裝為小兵突圍但最后被俘。

### 晚年經歷
1956年，被送至功德林战犯管理所接受改造。后移到北京秦城监狱。1975年3月19日，第七批特赦亦是最后一批。此批特赦由最高人民法院于3月19日发出特赦全部在押战争罪犯的通告。1983年，被选为第六届全国政协常务委员。
1989年3月20日凌晨因心脏病发作在北京逝世。

## 永動機的研究
黃維在進入戰犯管理所之後，為了逃避“思想改造”，將心力投入了永動機的研究之中，並曾在1968年得到獄方的贊助展開實驗。被釋放後，仍然不放棄這方面的研究。

## 轶闻
黃維是《毛泽东选集》里提及次数最多的人之一，高达144次。